# Cicló extratropical Xynthia
El cicló extratropical Xynthia és un cicló que s'està formant a la latitud de les Illes Canàries. S'espera que arribi proporcions similars a un huracà de força 2-3 (vents de fins a 180 km / h) segons l'escala de Saffir-Simpson quan a la matinada i matí del 27 febrer 2010 abast les costes gallegues. Les previsions que es van fer en el seu moment per al Cicló extratropical Klaus de gener de 2009, alertaven de vents de fins a 154Km / h.

## Previsions

Mapa d'alertes realitzat el dia 26 de febrer per a l'endemà.

### Galícia
A Galícia, la Xunta va activar un dispositiu de més de 2.000 persones. Es van suspendre totes les activitats a l'aire lliure per al cap de setmana i es va demanar a la població que romangués a casa seva i deixés lliures les línies telefòniques. Es van habilitar línies de comunicació exclusives per als serveis d'emergència, si bé des del govern d'Espanya es van fer crides a la calma.
- Fins a les 17.40 del dia 26 de febrer s'havia registrat una ratxa màxima de 77 km / h a l'Estació de Gándara (la Corunya).
- Fins a les 18.00 del dia 26 de febrer s'havia registrat una ratxa màxima de 89,9 km / h a l'Estació de Ancares (Lugo).[6]

### País Basc
Euskalmet, agència dependent del Govern Basc, va llançar una alerta especial on indicava vents d'entre 140-150 km / ha a "zones exposades", especialment de muntanya, amb una especial intensitat entre les 18:00 h de dissabte i les 03:00 h de diumenge hora UTC. El Departament d'Interior, després de constituir la taula de crisi, va recomanar als ciutadans no sortir al carrer davant els forts vents. A més, diversos ajuntaments van suspendre esdeveniments a l'aire lliure programats per al cap de setmana. El Port de Bilbao va anunciar que alguns vaixells haurien de situar-se en alta mar davant l'arribada del cicló.

## Danys i víctimes

### Anglaterra
La tempesta va causar la mort d'una dona atrapada a l'interior del seu vehicle, que es va endur una rierada.

### Alemanya
La tempesta va causar quatre víctimes mortals degut a accidents de trànsit causats pels arbres caiguts a la carretera.

### Bèlgica
La tempesta va causar una víctima mortal per un arbre caigut.

### Espanya
El vent més fort registrat durant el cicló a Espanya fou de 228 km/h. La tempesta va causar tres víctimes mortals: una dona de 82 anys a Ourense, a causa de l'enfonsament del mur d'una nau, i dos homes en un accident de trànsit a Burgos. A Guipúscoa va caure una grua de construcció sobre un edifici d'habitatges i un frontó, causant només danys materials. A Lleó, una dona de 75 anys va ser ferida a la cama, a causa de l'ensorrament parcial d'una casa baixa.

### França
El vent més fort registrat durant el cicló a tot Europa fou registrat a França, amb 238 km/h al Pic du Midi. A França moriren 47 persones i 500.000 persones es van quedar sense electricitat. A causa dels vents huracanats i les marees altes, les regions costaneres es van inundar. L'alcalde de La Faute-sur-Mer fou condemnat a presó per amagar el perill d'inundació, causant de manera indirecte la mort per ofegament de 29 persones.

### Portugal
El vent més fort registrat durant el cicló a Portugal fou de 166 km/h, i la tempesta va causar una víctima mortal per un arbre caigut.